# Epomoforins
Els epomoforins (Epomophorinae) són una subfamília de ratpenats de la família dels pteropòdids. Les espècies d'aquest grup viuen exclusivament a Àfrica. Com molts dels ratpenats que viuen a les regions tropicals, els epomoforins s'alimenten principalment de fruita. Algunes espècies d'epomoforins estan amenaçades d'extinció. La subfamília conté dotze gèneres repartits en cinc tribus diferents.